# یولیا کورنیوتس
یولیا کورنیوتس (انگلیسی: Yulia Kornievets؛ زادهٔ ۳۱ اوت ۱۹۸۶) بازیکن فوتبال اهل اوکراین است.
وی همچنین در تیم ملی فوتبال زنان اوکراین بازی کرده‌است.